# Ronde van Italië 2016/Zesde etappe
De zesde etappe van de Ronde van Italië 2016 wordt gereden op 12 mei 2016 van Ponte naar Roccaraso. De etappe is 157 kilometer lang en heeft een aankomst bergop.

## Verloop
Na een twintigtal kilometer ontstaat de vlucht van de dag met Eugert Zhupa, Aleksandr Kolobnev en Alessandro Bisolti. Bisolti kwam als eerste boven op de Bocca della Selva, een col van tweede categorie. In het peloton, dat op een zestal minuten volgde, kwam bergtrui Damiano Cunego als eerste boven. Het peloton komt na de col terug tot op een minuut van de koplopers. Kolobnev laat zich inlopen. Zhupa en Bisolti gaan door. Er komt een achtervolging van drie renners: ploegmaats Tim Wellens en Pim Ligthart en de Luxemburger Laurent Didier. Op 63 kilometer van de meet smelten de koplopers samen. Ze hebben op dat moment een voorsprong van iets meer dan vijf minuten op het peloton.
De voorsprong bedraagt maximaal negen minuten. Bij aanvang van de slotklim naar Roccaraso op 18 kilometer van de finish hebben de vijf leiders 7 minuten voorsprong. Ligthart moet als eerste lossen. Hij was degene die het meeste werk opknapte in de ontsnapping voor zijn ploegmaat Wellens. Het is Didier die het eerste demarreert op 15 kilometer van de meet. Zhupa en Bisolti moeten er ook af. Wellens gaat op en over Didier solo de laatste 14 kilometer in. Zhupa en Bisolti sluiten weer aan bij Didier. Wellens behoudt aan de aankomst ruim anderhalve minuut over op de eerste favorieten. Roze trui Dumoulin wordt vierde. Nibali en Landa verliezen een twintigtal seconden op de andere favorieten.

## Uitslag
| Ponte - Roccaraso (157 km) |                     |                             |          |
| Plaats                     | Naam                | Ploeg                       | Tijd     |
| Winnaar                    | Tim Wellens         | Lotto Soudal                | 4u40'05" |
| 2                          | Jakob Fuglsang      | Astana Pro Team             | + 1'19"  |
| 3                          | Ilnoer Zakarin      | Team Katjoesja              | z.t.     |
| 4                          | Tom Dumoulin        | Team Giant-Alpecin          | + 1'22"  |
| 5                          | Kanstantsin Siwtsow | Dimension Data              | + 1'24"  |
| 6                          | Domenico Pozzovivo  | AG2R La Mondiale            | z.t.     |
| 7                          | Esteban Chaves      | Orica GreenEDGE             | + 1'29"  |
| 8                          | Rigoberto Urán      | Cannondale Pro Cycling Team | + 1'33"  |
| 9                          | Rafał Majka         | Tinkoff                     | z.t.     |
| 10                         | Alejandro Valverde  | Movistar Team               | + 1'36"  |
| 11                         | Steven Kruijswijk   | Team LottoNL-Jumbo          | z.t.     |
| 12                         | Sergej Firsanov     | Gazprom-RusVelo             | + 1'39"  |
| 13                         | Bob Jungels         | Etixx-Quick Step            | + 1'41"  |
| 14                         | Mikel Landa         | Team Sky                    | + 1'43"  |
| 15                         | Ryder Hesjedal      | Trek-Segafredo              | z.t.     |

## Klassementen
| Algemeen klassement |                     |                    |           |
| Plaats              | Naam                | Ploeg              | Tijd      |
| Roze trui           | Tom Dumoulin        | Team Giant-Alpecin | 24u22'15" |
| 2                   | Jakob Fuglsang      | Astana Pro Team    | + 26"     |
| 3                   | Ilnoer Zakarin      | Team Katjoesja     | + 28"     |
| 4                   | Bob Jungels         | Etixx-Quick Step   | + 35"     |
| 5                   | Steven Kruijswijk   | Team LottoNL-Jumbo | + 38"     |
| 6                   | Alejandro Valverde  | Movistar Team      | + 41"     |
| 7                   | Diego Ulissi        | Lampre-Merida      | z.t.      |
| 8                   | Esteban Chaves      | Orica GreenEDGE    | + 44"     |
| 9                   | Vincenzo Nibali     | Astana Pro Team    | + 47"     |
| 10                  | Kanstantsin Siwtsow | Dimension Data     | + 49"     |
|                     |                     |                    |           |
| 28                  | Maxime Monfort      | Lotto Soudal       | + 2'44"   |

| Puntenklassement |                    |                    |        |
| Plaats           | Naam               | Ploeg              | Punten |
| Rode trui        | Marcel Kittel      | Etixx-Quick Step   | 106    |
| 2                | Arnaud Démare      | FDJ                | 88     |
| 3                | Maarten Tjallingii | Team LottoNL-Jumbo | 80     |
| 4                | André Greipel      | Lotto Soudal       | 69     |
| 5                | Tom Dumoulin       | Team Giant-Alpecin | 58     |

| Bergklassement |                    |                    |        |
| Plaats         | Naam               | Ploeg              | Punten |
| Blauwe trui    | Damiano Cunego     | Nippo-Vini Fantini | 18     |
| 2              | Tim Wellens        | Lotto Soudal       | 17     |
| 3              | Alessandro Bisolti | Nippo-Vini Fantini | 16     |
| 4              | Jakob Fuglsang     | Astana Pro Team    | 8      |
| 5              | Aleksandr Kolobnev | Gazprom-RusVelo    | 8      |

| Jongerenklassement |                 |                             |           |
| Plaats             | Naam            | Ploeg                       | Tijd      |
| Witte trui         | Bob Jungels     | Etixx-Quick Step            | 24u22'50" |
| 2                  | Davide Formolo  | Cannondale Pro Cycling Team | + 1'16"   |
| 3                  | Carlos Verona   | Etixx-Quick Step            | + 1'43"   |
| 4                  | Sebastián Henao | Team Sky                    | + 3'14"   |
| 5                  | Valerio Conti   | Lampre-Merida               | + 4'26"   |

| Ploegenklassement (tijd) |                             |           |
| Plaats                   | Ploeg                       | Tijd      |
| 1                        | Astana Pro Team             | 73u08'53" |
| 2                        | Etixx-Quick Step            | + 1'14"   |
| 3                        | Team Sky                    | + 1'23"   |
| 4                        | Cannondale Pro Cycling Team | + 1'27"   |
| 5                        | Movistar Team               | + 2'25"   |

## Opgaves
- Matteo Pelucchi (IAM Cycling)

1e etappe ·
2e etappe ·
3e etappe ·
4e etappe ·
5e etappe ·
6e etappe ·
7e etappe ·
8e etappe ·
9e etappe ·
10e etappe ·
11e etappe ·
12e etappe ·
13e etappe ·
14e etappe ·
15e etappe ·
16e etappe ·
17e etappe ·
18e etappe ·
19e etappe ·
20e etappe ·
21e etappe
Startlijst · Eindstanden · Afbeeldingen